# Avrée
Avrée település Franciaországban, Nièvre megyében. Lakosainak száma 84 fő (2022. január 1.). Avrée Millay, Savigny-Poil-Fol, Chiddes, Fléty, Lanty és Sémelay községekkel határos.

## Népesség
A település népességének változása:
| Lakosok száma | 90   | 84   | 83   | 80   | 81   | 83   | 84   | 84   | 84   |
|               | 2013 | 2015 | 2016 | 2017 | 2018 | 2019 | 2020 | 2021 | 2022 |